# Sünser Joch
Das Sünser Joch (auch: Sünserjoch oder Ragazerjoch) ist ein Bergsattel, über den ein Gebirgspass führt. Sattel- und Passhöhe betragen 1903 m ü. A.. Der Sattel liegt in Vorarlberg im Bregenzerwaldgebirge, einem Teil der Ostalpen. Der Pass verbindet das Tal der Bregenzer Ach (Bregenzerwald) bei Damüls mit dem Gemeindegebiet von Dornbirn.

## Name
Über das Wort „Süns“ gibt es keine gesicherte Ableitung der Herkunft. Josef Zösmair leitet es von einem Personennamen (germ.) „Sunno“ ab. Er erwähnt auch den römischen Geschlechtername Sunius als mögliche Ableitung. Um 400 n.d.Zw. habe es auch einen Sunno, Herzog der Franken, gegeben und er verweist auch auf Sinzheim in Baden, welches 1261 „Sumes“- oder „Sunnesheim“ genannt worden sei und auch darauf, dass „Sinz“ ein in Vorarlberg noch in Verwendung stehender Name sei.
Der Begriff „Suniu“ (althochdeutsch für Sohn, gotisch: Sunus (Sunau)), wie es in der Urkunde des Jahres 1403 für die Sünser Alpe verwendet wurde, kann aber auch auf diesen Wortstamm hindeuten.
Der weitere Name des Jochs, Ragaz, wird auf der zweiten Silbe betont. Woher der Name Ragaz abzuleiten ist und welche Bedeutung dieser hat, ist nicht gewiss. Die etwa 40 km Luftlinie entfernte Gemeinde Bad Ragaz wird als solche in der ersten Hälfte des 9. Jahrhunderts erstmals urkundlich im churrätischen Reichsgutsurbar erwähnt, und zwar als „curtis ragaces“, im Sinne von Hof Ragaz als ein landwirtschaftliches Gut. Auch hier war eine plausible Erklärung für den Namen Ragaz bisher nicht möglich (sofern überhaupt ein Zusammenhang besteht). In der Urkunden- und Akten-Sammlung der Gemeinde Ragaz von 1872 wird noch ausgeführt, dass der Name vom rätischen Volksstamm der „Rukantier“ abzuleiten sei.
Joch im Sinne von italienisch forca bedeutet ‚Bergpass‘ (eine Bezeichnung mit rätoromanischen Wurzeln).

## Lage und Besonderheiten
Das Sünser Joch liegt zwischen dem Portlahorn (2010 m ü. A.) und dem Sünser Spitze (2061 m ü. A.) bzw. Ragazer Blanken (2051 m ü. A.). Es handelt sich dabei um einen Passübergang mit alter, aber rein lokaler Bedeutung. Entsprechend einfach ist der Passweg ausgebaut, zu dem und über den bis heute nur ein Naturweg führt.
Auf dem Sünser Joch wurden die bislang ältesten Funde menschlicher Anwesenheit (und an den Ufern des Sünsersees) in 1800–1900 m Höhe im Dornbirner Gemeindegebiet lokalisiert, welche in die mittlere Steinzeit (8000 bis 3000 v. Chr.) datiert werden.

## Wandern
Das Sünser Joch ist zu Fuß von der Portlaalpe (1710 m ü. A.) gut erreichbar. Das gesamte Gebiet um die Sünser Alpe bedingen Trittsicherheit, teilweise Schwindelfreiheit und alpine Ausrüstung mit guten Bergschuhen. Der nächstgelegene Wander-Stützpunkt ist die Portlaalpe und das Freschenhaus (1846 m ü. A.). Die umliegenden Alpen (z. B. Portlaalpe und Sünser Alpe) sind nur im Sommer bewirtschaftet.